# Glen Wilkinson
Glen Wilkinson (* 4. Juli 1959) ist ein australischer Snookerspieler aus Sydney.
Von 1985 bis 1990 war er fünf Jahre lang Teilnehmer der Profitour.

## Karriere

### Profijahre
Seinen ersten bedeutenden Titel holte Glen Wilkinson, als er 1984 mit einem Sieg über Adrian Campbell australischer Meister der Amateure wurde. Im selben Jahr trat er dann bei der Amateurweltmeisterschaft an und wurde unter anderem mit einem Sieg über Stephen Hendry Gruppensieger. Danach schied er allerdings im Viertelfinale aus. Ab der Saison 1985/86 nahm er an der Profitour teil und gewann auch gleich sein erstes Spiel bei einem Ranglistenturnier, der Matchroom Trophy, mit 5:2 gegen Bert Demarco. Zwei weitere Auftaktsiege kamen im ersten Jahr noch hinzu, was ihn am Saisonende auf Platz 102 der Weltrangliste brachte. Im Jahr darauf erreichte er bei der australischen Profi-Meisterschaft das Viertelfinale. Bei den Ranglistenturnieren waren die British Open der Saisonhöhepunkt. Er besiegte Jack Fitzmaurice und den ehemaligen Weltranglistenzweiten Perrie Mans und erreichte erstmals das Hauptturnier der Letzten 64, wo er nur knapp mit 4:5 gegen David Taylor ausschied. Zwei weitere Turniere beendete er unter den Letzten 96. 1987/88 bestätigte er die Leistung mit den gleichen Ergebnissen, nur dass diesmal der Grand Prix sein bestes Turnier mit dem Erreichen der Runde der Letzten 64 war.
Seine beste Saison war dann das vierte Jahr 1988/89. Nachdem er bis dahin schon dreimal unter den Letzten 96 gestanden hatte, erreichte er beim Classic zum dritten Mal in seiner Karriere ein Hauptturnier. Jim Wych, Nummer 38 der Rangliste, gehörte zu den geschlagenen Gegnern. Und auch bei der Weltmeisterschaft kam er unter die Letzten 64. Resultat war mit Platz 91 seine beste Weltranglistenposition. Daneben nahm er auch an professionellen Nicht-Ranglisten-Turnieren der WPBSA teil und kam da einmal unter die Letzten 32. Das nächste Jahr verlief jedoch enttäuschend. Zwar kam er bei einem WPBSA-Turnier noch einmal unter die Letzten 32, aber bei den Ranglistenturnieren gelangen ihm insgesamt nur 2 Siege. Damit fiel er wieder aus den Top 100 heraus und weil er keine Fortschritte machte und zu wenig Einnahmen hatte, zog er sich wieder vom Profisnooker zurück.

### Amateurerfolge
Dem Snooker blieb er aber in Australien als Amateur treu. 1996 und 1998 erreichte er bei der Australian Open Championship das Finale, 1996 und 1997 nahm er an der Amateur-WM teil. 2001 erreichte er erstmals das Finale der Ozeanienmeisterschaft, das er gegen Johl Younger verlor. 2004 erreichte er im Mastersturnier der Amateurweltmeisterschaft das Halbfinale, das er gegen den Neuseeländer Dene O’Kane verlor. Gegen ihn verlor er ein Jahr später auch sein drittes Finale bei der Australian Open Championship. Beim WM-Mastersturnier kam er 2006 ebenfalls bis in das Finale, das er gegen den Pakistaner Mohammed Yousuf verlor. Dafür sammelte er dann 2007 im Alter von 48 Jahren wieder Titel. Erst holte er seine zweite nationale Amateurmeisterschaft mit 6:5 im Finale gegen Shawn Budd. Dann gewann er im vierten Anlauf die Open Championship und schließlich erreichte er bei der Ozeanienmeisterschaft 2008 das Finale und gewann auch dort gegen den Neuseeländer Chris McBreen mit 6:4. Mit diesem Sieg wäre auch ein Main-Tour-Ticket verbunden gewesen, doch er verzichtete auf ein weiteres Profijahr. 2009 gelang ihm die erfolgreiche Titelverteidigung. 2010 stand er zum dritten Mal in Folge im Kontinentfinale, diesmal verlor er aber gegen Shawn Budd. Dafür holte er sich aber 25 Jahre nach seinem ersten Titel die dritte australische Meisterschaft gegen Aaron Mahoney.
Bis Mitte der 2010er blieb Wilkinson bei internationalen Turnieren aktiv, er erreichte Viertel- und Achtelfinals bei der Ozeanienmeisterschaft und 2012 und 2013 stand er weitere 2 Mal im Finale des WM-Masters. In keinem seiner drei Anläufe konnte er jedoch das Endspiel gewinnen. 2016 zog er sich dann mit 55 Jahren zurück.

## Erfolge
Ranglistenturniere:
- Runde der Letzten 64: Weltmeisterschaft (1989), British Open (1987), Grand Prix (1987), Classic (1989)

Andere Profiturniere:
- Viertelfinale: Australian Professional Championship (1985, 1986, 1987)
- Achtelfinale: Australian Masters (1986, 1987)

Amateurturniere:
- Ozeanienmeister (2008, 2009; Vizemeister 2001, 2005, 2010)
- Australischer Meister (1984, 2007, 2009)
- Australian Open Champion (Pro-Am-Turnier, 2007)